# Efekt promatrača
Efekt promatrača ili Apatija promatrača je sklonost svjedoka nesreće, zločina ili druge hitne situacije da izbjegne pružanje pomoći žrtvi. Jedna od odrednica ovog efekta glasi: "Čim postoji više pojedinaca ili svjedoka, manja je vjerojatnost da će tko pomoći".
Ovaj efekt prvobitno je bio dobio ime Genovese efekt zbog događaja iz 13.3. 1964. kada je Kitty Genovese bila smrtno ranjena nožem i potom silovana bez da joj je itko od promatrača pomogao ili zvao policiju.
To mrcvarenje je trajalo po prvobitnim izvještajima 90 minuta. Taj događaj je dobio veliku medijsku pozornost i postao izvor za kasnija psihološka istraživanja koja su došla do zaključka da pojedinci kada se nalaze u skupini uvijek očekuju ili žele da netko drugi pomogne, a ne oni sami.